# Инан, Кямран
Кямран Инан (тур. Kâmran İnan; 18 февраля 1929, Хизан, Битлис — 23 ноября 2015) — турецкий политик и дипломат, постоянный представитель Турции при ООН в Женеве в 1979—1983 годах.

## Биография
Родился в курдской семье. Получил среднее образование в школе для мальчиков в Стамбуле.
Учился на юридическом факультете Анкарского университета, впоследствии закончил докторантуру Женевского университета, получив степень доктора политологии.
Вернувшись на родину, стал работать в Министерстве иностранных дел. В 1973—1979 годах (до преобразования парламента Турции из двухпалатного в однопалатный) был депутатом Сената Республики и председателем комиссии Сената по международным отношениям. В течение полугода с лета 1977 исполнял обязанности министра энергетики и природных ресурсов.
В 1979—1983 годах был направлен в Женеву в качестве Постоянного представителя Турции при ООН в Женеве.
Был депутатом Меджлиса Турции XVII—XXI созывов, представляя в 1983—1999 родной ил Битлис, в 1999—2002 годах — соседний ил Ван.
В 1987—1991 годах исполнял обязанности государственного министра («министра без портфеля») при офисе премьер-министра.
Был кандидатом на пост президента Турции на президентских выборах 1993 года, однако проиграл их Сулейману Демирелю, заняв второе место с 22,8 % голосов.
Кавалер турецких и международных наград, включая золотую медаль Европарламента и серебряную медали партнёрства Турции-ЕЭС. Был в числе прочего награждён медалью ордена Почётного легиона, однако в 2006 году отослал её президенту Франции Франсуа Миттерану в знак протеста против принятия французским парламентом законопроекта о преследовании отрицания геноцида армян.
Опубликовал ряд книг по турецкой политике и истории.
Умер 23 ноября 2015 года, был похоронен на следующий день в Битлисе.